# Северовка
Северовка — село в Житомирской области Украины, одно из сёл зоны обязательного отселения. Находится на так называемом северном следе.
С 1923 года подчинялось новосозданному Любарскому сельскому совету Базарской волости Овручского уезда. Впоследствии, вместе с сельсоветом, входило в состав Базарского, Овручского, Малинского и Народичского районов Житомирской области
Причинами отселения стала авария 1986 года 26 апреля на 4-м энергоблоке ЧАЭС. Сейчас практически все дома в селе обрушены, жителей нет. Средний радиационный фон по селу 50-60 мкр/ч.